# Championnat de Slovaquie de football 1994-1995
Navigation
Saison précédente Saison suivante
La saison 1994-1995 du Championnat de Slovaquie de football était la 2e édition de la Slovak Superliga, le championnat de première division de Slovaquie. Les 12 clubs de l'élite jouent les uns contre les autres lors de rencontres disputées en matchs aller et retour au sein d'une poule unique. À la fin de cette première phase, les six premiers se retrouvent au sein d'une poule pour le titre où chaque équipe rencontre à nouveau deux fois ses adversaires. Même fonctionnement pour la poule de relégation qui rassemble les six derniers de la première phase, avec une relégation en D2 pour le club terminant dernier de la poule.
Le Slovan Bratislava, champion de Slovaquie en titre, finit en tête du championnat et remporte le 2e titre de champion de Slovaquie de son histoire. Il termine avec 20 points d'avance sur le MFK Kosice.

## Les 12 clubs participants
- Slovan Bratislava
- Inter Bratislava
- BSK Bardejov - Promu de D2
- FK DAC 1904 Dunajská Streda
- Tatran Presov
- Spartak Trnava
- MFK Kosice
- MSK Zilina
- Dukla Banska Bystrica
- FC Chemlon Hummené
- FK Banik Prievidza
- Lokomotiva Kosice

## Compétition

### Classement
Le barème de points servant à établir les différents classements se décompose ainsi :
- Victoire : 3 points
- Match nul : 1 point
- Défaite : 0 point

#### Première phase
| Rang | Équipe                      | Pts | J  | G  | N | P  | Bp | Bc | Diff |
| ---- | --------------------------- | --- | -- | -- | - | -- | -- | -- | ---- |
| 1    | ŠK Slovan Bratislava (T)    | 51  | 22 | 15 | 6 | 1  | 45 | 16 | +29  |
| 2    | MFK Košice                  | 38  | 22 | 11 | 5 | 6  | 42 | 28 | +14  |
| 3    | FK Dukla Banská Bystrica    | 36  | 22 | 10 | 6 | 6  | 38 | 22 | +16  |
| 4    | FC Spartak Trnava           | 35  | 22 | 10 | 5 | 7  | 33 | 23 | +10  |
| 5    | FK DAC 1904 Dunajská Streda | 35  | 22 | 10 | 5 | 7  | 27 | 22 | +5   |
| 6    | FK Inter Bratislava         | 30  | 22 | 8  | 6 | 8  | 28 | 34 | -6   |
| 7    | FC Lokomotíva Košice        | 29  | 22 | 9  | 2 | 11 | 34 | 43 | -9   |
| 8    | BSK Bardejov (P)            | 26  | 22 | 7  | 5 | 10 | 28 | 29 | -1   |
| 9    | FC Tatran Presov            | 25  | 22 | 6  | 7 | 9  | 26 | 34 | -8   |
| 10   | HFK Prievidza               | 25  | 22 | 7  | 4 | 11 | 20 | 36 | -16  |
| 11   | FC Chemlon Hummené          | 21  | 22 | 5  | 6 | 11 | 22 | 39 | -17  |
| 12   | MŠK Žilina                  | 15  | 22 | 4  | 3 | 15 | 22 | 39 | -17  |

|  | Qualifié pour la poule pour le titre             |
|  | Qualifié pour la poule de relégation             |
|  | (T) : Tenant du titre (P) : Promu de 2e division |

#### Poule pour le titre
| Rang | Équipe                      | Pts | J  | G  | N | P  | Bp | Bc | Diff |
| ---- | --------------------------- | --- | -- | -- | - | -- | -- | -- | ---- |
| 1    | ŠK Slovan Bratislava (T)    | 51  | 32 | 21 | 9 | 2  | 63 | 25 | +38  |
| 2    | MFK Košice                  | 38  | 32 | 15 | 7 | 10 | 54 | 42 | +12  |
| 3    | FK Inter Bratislava (C)     | 36  | 32 | 14 | 8 | 10 | 47 | 45 | +2   |
| 4    | FK DAC 1904 Dunajská Streda | 35  | 32 | 13 | 7 | 12 | 41 | 42 | -1   |
| 5    | FK Dukla Banská Bystrica    | 35  | 32 | 12 | 8 | 12 | 53 | 44 | +9   |
| 6    | FC Spartak Trnava           | 30  | 32 | 12 | 8 | 12 | 43 | 35 | +8   |

|  | Qualifié pour la Coupe des Coupes 1995-1996                                               |
|  | Qualifié pour la Coupe UEFA 1995-1996                                                     |
|  | Qualifié pour la Coupe Intertoto 1995 et la Coupe UEFA 1995-1996                          |
|  | (T) : Tenant du titre (C) : Vainqueur de la Coupe de Slovaquie (P) : Promu de 2e division |

#### Poule de relégation
| Rang | Équipe               | Pts | J  | G  | N  | P  | Bp | Bc | Diff |
| ---- | -------------------- | --- | -- | -- | -- | -- | -- | -- | ---- |
| 1    | BSK Bardejov (P)     | 51  | 32 | 12 | 7  | 13 | 46 | 46 | 0    |
| 2    | FC Lokomotíva Košice | 38  | 32 | 13 | 3  | 16 | 55 | 60 | -5   |
| 3    | HFK Prievidza        | 36  | 32 | 12 | 6  | 14 | 35 | 50 | -15  |
| 4    | Tatran Prešov        | 35  | 32 | 9  | 10 | 13 | 42 | 49 | -7   |
| 5    | FC Chemlon Hummené   | 35  | 32 | 8  | 8  | 16 | 32 | 57 | -25  |
| 6    | MŠK Žilina           | 30  | 32 | 9  | 3  | 20 | 37 | 53 | -16  |

|  | Relégation en 2e division                                                                 |
|  | (T) : Tenant du titre (C) : Vainqueur de la Coupe de Slovaquie (P) : Promu de 2e division |

## Bilan de la saison
| Championnat de Slovaquie de football 1994-1995                        |                              |
| Champion                                                              | Slovan Bratislava (2e titre) |
| Coupes et trophées                                                    |                              |
| Vainqueur de la Coupe de Slovaquie 1994-1995                          | Inter Bratislava             |
| Qualifications continentales                                          |                              |
| Coupe des Coupes 1995-1996                                            | Inter Bratislava             |
| Coupe UEFA 1995-1996                                                  | Slovan Bratislava            |
| Coupe UEFA 1995-1996                                                  | MFK Kosice                   |
| Coupe Intertoto 1995                                                  | MFK Kosice                   |
| Promotions et relégations                                             |                              |
| Promus en Slovak Superliga                                            | FC Nitra                     |
| Relégués en Championnat de Slovaquie de football de deuxième division | MSK Zilina                   |